# Грантли Гулдинг
Јужноафричка Унија
Грантли Гулдинг (енгл. Grantley Goulding; Hartpury, Глостершир, Енглеска, 23. март 1874 — Umkomaas Квазулу-Натал Јужноафричка Унија, 1944) је био британски атлетичар, који је учествовао на првим Олимпијским играма 1896. у Атини.
Грантли Гулдинг је рођен у богатој породици глостерских пољипривредника, који су касније емигрирали у Јужноафричку Републику.
Гулдинг је стекао локални углед победама у низу трка у сезони 1895.
На Олимпијским играма у Атини такмичио се у трци на 110 метара са препонама. У првој квалификационој трци стигао је први резултатом 18,4 секунди и пласирао се у финале. У финалу трке требало је да учествују четири такмичара али остала су само два Томас Кертис из САД и Гулдинг. Американац Велс Хојт није учествовао у финалу јер је истог дана било и финале такмичења скока мотком где је освојио прво место, а Француз Франц Решел је према ранијем договору асиститао Албену Лермизјоу, који је учествовао тог дана у маратону.
На циљу трке стигли су заједно, а судије су процениле да је Кертис стигао 5 цемтиметара раније иако је време оба такмичара било 17,6 секунди. У својој књизи коју је издао 1932. Кертис је написао да после завршене трке Гулдинг није сачакао проглашење победника. Отишао је без поздрава на станицу и првим возом отпутовао из Атине.